# Радослав Граић
Радослав Граић (Мркоњић Град, 3. јануар 1932 — Београд, 18. март 2023) био је српски пјевач, композитор и бивши музички уредник Телевизије Београд.

## Биографија
Рођен је од оца Николе и мајке Госпаве (рођене Мудреновић). Са породицом се, због очевог посла, селио прво у Приједор, а затим пред сам почетак Другог свјетског рата у Сански Мост. Одатле су били протјерани и читава породица је отишла прво у Београд, а потом у Ваљево и ту су остали до 1946. Након тога су се преселили у Јајце. Ондашње просвјетне власти су послале Радослава Граића на школовање у Тузлу и тамо је завршио два разреда гимназије. Школовање је наставио у бањалучкој гимназији, коју је завршио 1950, а истовремено је похађао и наставу у музичкој школи. Студије је наставио у Београду и дипломирао је историју умјетности на Филозофском факултету и паралелно је ишао у средњу музичку школу.
Први наступ је имао у Бањи Врућици 1941. године у хотелу „Крстић“, чији власник је био пријатељ његовог дједа. Од 1953. до 1955. је наступао у Југословенском драмском позоришту у представи „Грађанин племић“. Године 1956. је уписао Музичку академију на којој је студирао соло пјевање у класи професора Бранка Пивничког. У то вријеме је постао члан Збора Радио Београда, са којим је наступао четири године. Током 1958. је почео самосталну каријеру и изводио је пјесме народне и староградске музике и шлагере. Са Надом Кнежевић је наступио на фестивалу Југословенске радио-телевизије у Опатији 1959. године.
Током 1960. је почео да компонује. Већ следеће године су у такмичарској конкуренцији фестивала Београдско пролеће биле двије његове композиције, а пјесма „Анђелина“ коју је извео са Ђорђом Марјановићем је освојила прво мјесто. Исте године, Граић је завршио Музичку академију и понуђено му је да наступа у опери. И поред неколико успјешних проба, одлучио је да се бави забавном музиком.
Поново је наступао на фестивалима у Опатији 1961, потом у Загребу 1964. и 1967. и на Београдском пролећу у периоду од 1961. до 1968. године. На београдском фестивалу је 1962. његова композиција под називом „Стјуардеса“, коју је пјевао са Ђорђом Марјановићем, освојила прво мјесто. Следеће године је композиција „Пролећни цвет“, коју је извео са Арсеном Дедићем, освојила треће мјесто. Његове композиције су и у наредном периоду извођене на великом броју других фестивала у земљи и освојио је више награда.
Током 60-их година је имао неколико турнеја у земљама Источног блока, а 1964. је наступио на фестивалу Интервизија.
Оженио се Јелисаветом Николић 1965. и три године касније је са њом добио сина Владимира, који је и сам постао композитор. Запослио се као уредник музичке редакције Телевизије Београд 1968. и те године је прекинуо пјевачку каријеру, мада се и даље бавио компоновањем. Компоновао је музику за забавне и народне пјесме, дјечје пјесме, телевизијске емисије и серије, позориште итд. Уређивао је неколико успјешних музичких емисија, а више телевизија са простора бивше Југославије је емитовало емисије посвећене његовом стваралаштву.
Пензионерске дане је проводио у Београду. Фебруара 2020. године, поводом Дана државности Републике Србије одликован је Златном медаљом за заслуге.
Преминуо је 18. марта 2023. године, сахрањен је пет дана касније на Новом гробљу у Београду.

## Фестивали
Београдско пролеће:
- Анђелина (алтернација са Ђорђем Марјановићем), победничка песма, '61
- Стјуардеса (алтернација са Ђорђем Марјановићем), победничка песма, '62
- Сунцокрет (дует са Иваном Пандуровић) и Пролећни цвет (алтернација са Арсеном Дедићем), трећа награда публике, '63
- Твоје пеге, '64

Опатија:
- Intermezzo (дует са Надом Кнежевић) и Подијели са мном сунца сјај, '59
- Пред Бранови (алтернација са Благом Видец) / После многих зима (алтернација са Надом Кнежевић), '61

Загреб:
- Сећања на тебе, '64

## Стваралаштво
- Ђорђе Марјановић: Врати се, Стјуардеса
- Лола Новаковић: Не доноси беле руже, Узми моју младост, Циго, лепи циго
- Властимир Ђуза Стојиљковић: Још један прође дан
- Александар Аца Матић: Биљана, Волесмо се само једно лето, Хеј, крчмарице
- Џентлмени: Корак ка сунцу
- Лепа Лукић: Лудуј срце, лудуј
- Василија Радојчић: Где си ноћас када киша пада, Зашто душо не дођеш - Мито, бекријо, Руке беле, руке жељне
- Мирјана Бајрактаревић: Дођи, дођи, жељо моја, Долетеће бели голуб, Имала сам другарицу, Кренули смо истом стазом
- Беба Селимовић: Доста је било суза
- Станиша Стошић: Стани зоро
- Слободан Лалић: Сјај мјесече
- Жика Николић: Најлепша Босанка, Три сестре лепотице
- Тома Здравковић: Последње писмо
- Мира Васиљевић: Жубор вода жуборила (са ансамблом Ђердан)
- Душица Билкић: Није злато све што сија (дует са Недељком Билкићем)
- Дует Гордана Руњајић и Живка Ђурић: Нека, нека, нека
- Гордана Стојићевић: Запиши у свом срцу
- Заим Имамовић: Нема те, нема
- Мехо Пузић: Пусти ме
- Предраг Гојковић Цуне: Само једном срце луди
- Новица Неговановић: Не враћам се више, Не губимо време више
- Душан Данчуо: Свирај, свирај, Пишта-баћи
- Уснија Реџепова: Не гледај ме
- Сафет Исовић: Хајро, Хајријо, цуро најмилија
- Зафир Хаџиманов: Докле тако Соња
- Неџад Салковић: Кад би знала, кад би знала
- Милан Бабић: Дан по дан
- Мерима Његомир: Кад зашкрипи капија
- Весна Змијанац: Заборави ме
- Легенде: Ех лане, моје лане, Једном, Само једном
- Бранко Милићевић: Математика
- Љубиша Бачић: Вуче, вуче, бубо лења

## Награде и признања
- Златна медаља за заслуге, поводом Дана државности Републике Србије (2020)[5]
- Естрадно-музичка награда Србије за животно дело (2017)[6]
- Златни мелос - награда за животно дело (2015)[7]
- Сабор народне музике Србије, Београд (2019) - трећа награда за композицију Расти, расти, мој зелени боре